# Bathyraja mariposa
Bathyraja mariposa är en rockeart som beskrevs av Stevenson, Orr, Hoff och McEachran 2004. Bathyraja mariposa ingår i släktet Bathyraja och familjen egentliga rockor. IUCN kategoriserar arten globalt som otillräckligt studerad. Inga underarter finns listade.